# Wojciech Fortuna
Wojciech Fortuna (n. 6 august 1952, Zakopane, Kraków Voivodeship⁠(d), Polonia) este un săritor cu schiurile ce a reprezentat Polonia, medaliat olimpic. A participat la 2 ediții ale Jocurilor Olimpice (1972, 1976) în care a câștigat o medalie de aur.